# Selene spixii
 Selene spixii és una espècie de peix de la família dels caràngids i de l'ordre dels perciformes.

## Distribució geogràfica
Es troba des de Mèxic fins a Espirito Santo (Brasil).